# Forschungsportal Sachsen-Anhalt
Das Forschungsportal Sachsen-Anhalt ist eine Informationsplattform über Forschung, wissenschaftliche Innovationen und Technologietransfer des Landes Sachsen-Anhalt, an der sich 87 Forschungseinrichtungen (Universitäten, Hochschulen, Forschungseinrichtungen, forschende Unternehmen) mit mehr als 12.000 Projekten, Forschungsthemen und 80.000 Publikationen beteiligen. Zielstellung des Portals ist die Vermittlung von Forschungskontakten zwischen Wissenschaft und Wirtschaft.

## Geschichte des Forschungsportals
Im Jahr 1998 begann die Otto-von-Guericke-Universität Magdeburg mit der Entwicklung einer einheitlichen Forschungsdatenbank auf der Basis der Forschungsdatenbank der Universität Konstanz. Die Magdeburger Weiterentwicklung wurde von den Universitäten Greifswald und Potsdam nachgenutzt. Im Jahr 2000 wurde mit Unterstützung des Landes Sachsen-Anhalt an der Weiterentwicklung zum Landesportal der Universitäten und Hochschulen begonnen. In der nächsten Ausbaustufe war ab 2003 die Aufnahme von Unternehmen möglich. In den Jahren 2004 und 2005 wurde an der automatischen Forschungsberichtserstellung, der Integration von Publikationen mit Schnittstellen zu den Bibliotheksservern und einem Mailinformationsdienst zur Forschungsförderung gearbeitet.
Zur Unterstützung der Finanzierung wurde im Jahr 2007 ein Sponsoringkonzept erarbeitet, um Unternehmen als Sponsoren abzubilden und in das Portal zu integrieren. Im gleichen Jahr erfolgte die Aufnahme eines Veranstaltungskalenders.
Im Jahr 2008 wurde eine Online-Support-Unterstützung für die Nutzer integriert, die im Jahr 2009 beim Europäischen E-Government-Award als eines von zwei deutschen Projekten als Finalist ausgezeichnet wurde. In dieser Zeit wurde die Schnittstelle zur Webseite des KAT-Kompetenznetzwerkes des Landes Sachsen-Anhalt geschaffen.
Im Jahr 2010 wurde das Forschungsportal um den Bereich der Elektronischen Publikationsmeldung mit Schnittstellen zu den großen Bibliothekssystemen (Pubmed, Scopus, Web of Science) erweitert, so dass eine halbautomatische Publikationsverarbeitung gesichert werden konnte. 2011 wurden Zitationszahlen automatisch ausgelesen und bei den Publikationen mit angezeigt. Im Jahr 2013 wurde mit einem grundlegenden Relaunch begonnen. Mit Unterstützung der Magdeburger Agentur webvariants wurde an einem modernen Design und einer klaren Nutzerführung gearbeitet und eine Sicht auf die Forschung speziell für Unternehmen geschaffen. Diese Sicht ist im Oktober 2014 als Innovationsportal Sachsen-Anhalt online gegangen. Ein Jahr später wurde der Relaunch des Forschungsportals für die Besuchersicht fertiggestellt.

## Administration und Datenpflege
Das Forschungsportal Sachsen-Anhalt wurde von der Otto-von-Guericke-Universität Magdeburg entwickelt und administriert. Die Datenpflege erfolgt durch die Projektleiter der Universitäten, Hochschulen und forschenden Einrichtungen selbst. Dadurch ist eine Aktualität der Einträge gewährleistet. Publikationen werden aus den OPAC-Bibliothekssystemen der Forschungseinrichtungen importiert. Die Universitäten des Landes-Sachsen-Anhalt generieren die Forschungsberichte mit Hilfe des Forschungsportals.

## Sponsoring und Finanzierung
Die Finanzierung des Landesportals erfolgt zu 45 % über Fördermittel des Landes und der EU. Die beteiligten Forschungseinrichtungen finanzieren gemeinsam weitere 45 %. Die restlichen 10 % werden über Sponsorengelder aus der Industrie gedeckt. Langfristig ist eine Personalstelle für die Betreuung und Weiterentwicklung eingeplant. Auf einer jährlich stattfindenden Betreiberkonferenz wird den beteiligten Einrichtungen Rechenschaft über den Projektfortschritt und die Mittelverwendung gelegt.

## Beteiligte Forschungseinrichtungen und Finanzierungspartner
Die folgenden Universitäten, Hochschulen, Forschungsinstitute und Partner beteiligen sich am Forschungsportal Sachsen-Anhalt und unterstützten die langfristige Finanzierung:

### Universitäten und Hochschulen
- Martin-Luther-Universität Halle
- Otto-von-Guericke-Universität Magdeburg
- Hochschule Anhalt
- Hochschule Harz
- Hochschule Magdeburg-Stendal
- Hochschule Merseburg

### Forschungseinrichtungen, Partner und Unterstützer
Burg Giebichenstein Kunsthochschule Halle, Fraunhofer-Institut IFF, Magdeburg, Fraunhofer-Institut für Mikrostruktur von Werkstoffen und Systemen IMWS, Helmholtz-Zentrum für Umweltforschung – UFZ, Franckesche Stiftungen, Instituts für Automation und Kommunikation (ifak), Städtisches Klinikum Dessau, Landesenergieagentur Sachsen-Anhalt, Max-Planck-Institut für ethnologische Forschung, Max-Planck-Institut für Mikrostrukturphysik

## Technologietransfer
Das Forschungsportal Sachsen-Anhalt unterstützt den Technologietransfer von Ergebnissen aus der Wissenschaft in die Wirtschaft. Unternehmen können auf einer einheitlichen Plattform nach Forschungsergebnissen suchen und Kontakte knüpfen. Wenn keine Lösung über die diversen Suchfunktionen zu finden ist, dann ist es möglich, eine Kontaktanfrage zu stellen oder den Live-Support per Chat anzufordern. Die Administratoren suchen dann geeignete Experten und vermitteln die Anfrage weiter.

## Forschungsportale: Trends und Beispiele
In den letzten Jahren geht der Trend wieder weg von Landesportalen und hin zu Einzellösungen der Forschungseinrichtungen. Mit der Etablierung leistungsstarker kommerzieller Systeme (z. B. Pure, Converis), die nicht nur Forschungsinformationssysteme sind, sondern auch als Mittelverwaltungssysteme und Planungsinstrumente genutzt werden, muss die Forschungsadministration die Entscheidung treffen, welche Leistungen gebraucht werden und welche Mittel dazu eingesetzt werden. Kommerzielle Systeme sind für die Forschungseinrichtungen wesentlich teurer und benötigen darüber hinaus einen weit größeren Personalbedarf als die gemeinsame Nutzung eines Landesportals, das in Eigenentwicklung erstellt und eng an den Nutzerwünschen angelegt wurde. Die langfristige Betreibersicherheit kann eine Eigenentwicklung nicht bieten.